# Romancheina labiosa
Romancheina labiosa är en mossdjursart som först beskrevs av Busk 1854.  Romancheina labiosa ingår i släktet Romancheina och familjen Romancheinidae. Inga underarter finns listade i Catalogue of Life.